# Anton Švajlen
Anton Švajlen (Solčany, 3 de dezembro de 1937) é um ex-futebolista eslovaco, que atuava como goleiro.

## Carreira
Anton Švajlen representou a Seleção Tchecoslovaca de Futebol, medalha de prata em Tóquio-1964 .

## Ligações Externas
- Perfil em FIFA.com (em inglês)